# 足利冬氏
足利 冬氏（あしかが ふゆうじ、生没年不明）は、室町時代初期の人物。足利直冬の嫡男と伝わる。この説が正しければ、初代将軍・足利尊氏の孫で、第2代将軍・足利義詮の甥、第3代将軍・足利義満は従兄弟となる。

## 生涯
中国武衛、善福寺殿と称される。かつて、直冬が勢力を扶植した備中井原荘（現在の岡山県井原市）の辺りに住み、その地に臨済宗善福寺を開基したため、善福寺殿と呼ばれるようになったと思われる。母は法名を広福寺殿玉峯明金尼長老というが本名、出自などは不明。
子に嘉吉の乱で赤松満祐に大将として擁立された足利義尊、その弟で備中から播磨に入国を試みて失敗し殺された足利義将がいる。冬氏の兄弟は全て僧籍にあり、中でも直冬の末子で冬氏の末弟と伝わる宝山乾珍が有名である。ただし、中根正人や高鳥廉は宝山乾珍の実父は冬氏ではないかとしている。それは『満済准后日記』永享5年8月19日条に鹿苑院の弟で兵衛佐の小童が2名いることが記されていることによる。当時の鹿苑院の住持は宝山乾珍であるが、直冬の没年からして永享年間に幼少の息子がいたとは考えられず、冬氏が父の没後に兵衛佐の官途を名乗ってその息子達を指すとみた方が適切で、そうすると宝山乾珍の父も直冬ではなく冬氏とみた方が妥当ではないか、という考えによる。なお、小童2名は足利義教の猶子として出家し、上乗院義俊および実相院義命となっている。
冬氏の生没年は不明だが、義尊は応永20年（1413年）の生まれで、さらに弟に義将がおり、更に永享5年（1433年）時点において「小童」と称される男子が2名もいたため、応永年間後期までは生存していたと推測される。